# Придніпров'я (поїзд)
«Придніпро́в'я» — нічний швидкий фірмовий пасажирський поїзд регіональної філії «Придніпровська залізниця» сполученням Дніпро — Москва (курсував як група вагонів безпересадкового сполучення з нічним швидким поїздом № 96/95 сполученням Кривий Ріг — Москва). На дільниці Дніпро-Головний — Синельникове I прямував як окремий поїзд.

## Історія
До 12 грудня 2015 року фірмовий поїзд «Придніпров'я» сполученням Дніпро — Москва курсував під № 16/15, в складі якого налічувалося 14—16 вагонів. Внаслідок російської агресії проти України і зростання курсу швейцарського франка, в якому обраховується вартість квитків, та через відсутність достатнього пасажиропотоку скорочена кількість вагонів у потязі.
З 13 грудня 2015 року отримав нову нумерацію № 106/105 і курсував двогрупним складом разом із нічним швидким поїздом № 74/73 сполученням Кривий Ріг — Запоріжжя — Москва. Об'єднання та розчеплення вагонів здійснювалося по станції Синельникове I (станція для поїзда є технічною, тому в розкладі її немає, посадка/висадка пасажирів здійснюється лише на станції Синельникове II).
До 2009 року в складі поїзда курсували вагони безпересадкового сполучення до Харкова:
- Дніпро — Астана (купейний та плацкартний вагони);
- Дніпро — Владивосток (купейний вагон).

З 15 грудня 2018 року знову призначений плацкартний вагон безпересадкового сполучення Дніпро — Баку.
З 9 грудня 2019 року поїзду змінений маршрут руху через станцію Калуга I. У Москві прибував на Київський вокзал, замість Курського вокзалу.

## Інформація про курсування
До березня 2020 ррку поїзд «Придніпров'я» курсував цілий рік, щоденно. Розклад поїзда був складений майже дзеркальним графіком як з Дніпра, так і з Москви.
На маршруті руху зупинявся на 10 проміжних станціях: Синельникове II, Синельникове I (технічна станція), Павлоград I, Лозова, Харків-Пасажирський, Бєлгород, Курськ, Орел, Тула I-Курська і прибуває в Москву на Київський вокзал.
Митний та паспортний контроль здійснювався в Україні на станції Харків-Пасажирський, в Росії — на станції Бєлгород. Згідно графіку руху зупинка поїзда на прикордонних станціях тривала близько однієї години.
На поїзд була передбачена можливість придбати онлайн електронний квиток.
З 18 березня 2020 року поїзд тимчасово скасований через пандемію COVID-19, проте у службовому розкладі руху на 2021 рік розроблений графік курсування.
| Розклад руху поїзда «Придніпров'я» на 2021 рік | Розклад руху поїзда «Придніпров'я» на 2021 рік | Розклад руху поїзда «Придніпров'я» на 2021 рік | Розклад руху поїзда «Придніпров'я» на 2021 рік | Розклад руху поїзда «Придніпров'я» на 2021 рік |
| Час прибуття                                   | Час відправлення                               | Станції                                        | Час прибуття                                   | Час відправлення                               |
| ---------------------------------------------- | ---------------------------------------------- | ---------------------------------------------- | ---------------------------------------------- | ---------------------------------------------- |
| —                                              | 15:48                                          | Дніпро                                         | 14:17                                          | —                                              |
| 13:59                                          | —                                              | Москва                                         | —                                              | 17:30                                          |

## Склад поїзда
В обігу два состави формування ЛВЧД-1 вагонного депо Дніпро-Головний і сформовані зазвичай з 5 сучасних фірмових вагонів Придніпровської залізниці виробництва Крюківського вагонобудівного заводу.
- 2 купейних;
- 2 плацкартних;
- 1 вагон класу Люкс.

У складі поїзда було передбачено призначення 2 факультативних вагони (купейний та плацкартний) у разі підвищення попиту.